# Niuatoputapu (eiland)

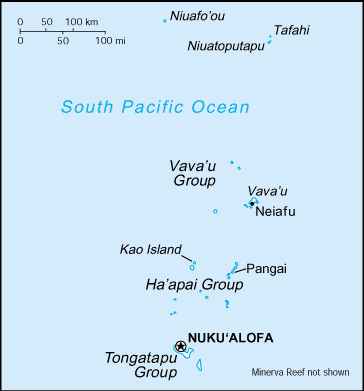
Tonga eilandengroep, Niuatoputapu in het noorden

Niuatoputapu is een vulkanisch eiland in de eilandnatie Tonga. Het eiland heeft een oppervlakte van 16 km². De naam betekent Heilig eiland. Oudere Europese namen voor het eiland zijn Verraders Eiland of Keppels Eiland.
Niuatoputapu bevindt zich in het noorden van de Tonga-eilandengroep, 300 kilometer verwijderd van Vava'u, nabij de grens met Samoa. De dichtstbijzijnde buren zijn het kleine eiland Tafahi, 9 km naar het noordnoordoosten, en het eiland Niuafoʻou. Samen vormen deze drie eilanden een van de bestuurlijke afdelingen van Tonga. In 2021 bedroeg het bevolkingsaantal op Niuatoputapu 719 personen.
Tot enkele eeuwen geleden spraken de bewoners van Niuatoputapu een eigen taal, maar deze is vervangen door het Tongaans en de oorspronkelijke taal is nu uitgestorven. Het dialect van het hier gesproken Tongaans bevat elementen van het Samoaans, ʻUveaans en Futunaans.

## Geografie

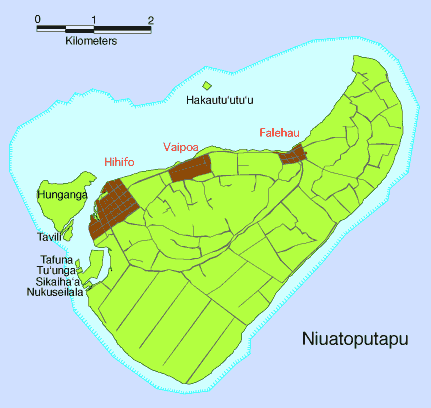
Niuatoputapu

Het eiland ligt aan de rand van de Tongatrog, een van de seismisch actiefste gebieden op aarde.
Het hoogste centrale deel van Niuatoputapu, vlak bij Vaipoa, is een heuvel van 157 meter hoog. Het is het geërodeerde overblijfsel van een grote vulkaan die ongeveer 3 miljoen jaar geleden voor het laatst uitbarstte. Het eiland is bijna volledig omgeven door een groot rif, en grotendeels bedekt met vulkanische as, wat het tot een eiland met vruchtbare grond heeft gemaakt.
Niuatoputapu bestaat hoofdzakelijk uit drie dorpen: Hihifo (wat "west" betekent in het Tongaans), Vaipoa en Falehau. Hihifo is het grootste dorp en ligt in het westelijke deel van het eiland. Het herbergt de meeste lokale overheidsfaciliteiten, waaronder het postkantoor, telecommunicatie, politiebureau en een middelbare school. Er zijn basisscholen in alle drie dorpen. Vaipoa ligt in het midden van het eiland. Falehau, ten oosten van Vaipoa, grenst aan de enige haven van het eiland, aan de noordwestkust. Het eiland heeft een onverharde landingsbaan.

## Geschiedenis
De traditionele heerserslijn van het eiland is de Mā'atu-dynastie. Volgens de legendes werd een vroeg lid van hen de visgod Seketoa.
Enkele van de oudste sporen van menselijke nederzettingen in Polynesië zijn gevonden in Niuatoputapu. C14-datering van een afvalberg uit een vroege strandnederzetting leverde een ouderdom op van 2.800 tot 3.000 jaar. Niuatoputapu had tot het midden van de 16e eeuw een eigen staat, maar kwam in de periode tot aan het eerste Europese contact onder de hegemonie van het koninkrijk Tonga. Uit deze periode zijn op het eiland 92 cultusplaatsen – kunstmatig aangelegde aardheuvels van verschillende afmetingen en kenmerken – te vinden.

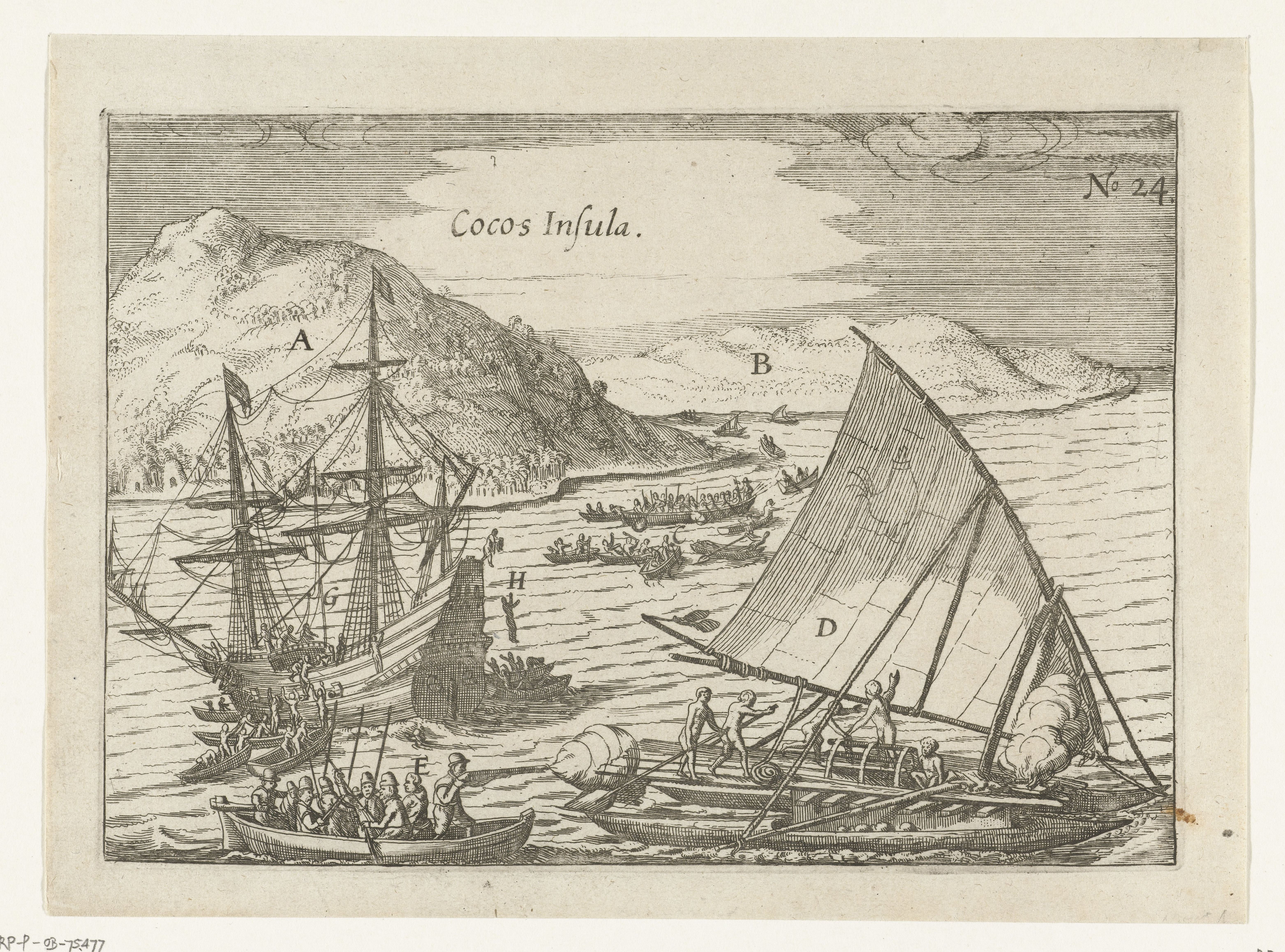
Op de prent is te zien hoe de inwoners van Niuatoputapu het schip de Eendracht belagen. De Hollanders voelden zich geïntimideerd en schoten met musketten.

Willem Schouten en Jacob le Maire ontdekten Niuatoputapu op 11 mei 1616. Ze onderhandelden eerst succesvol met de bewoners van Tafahi, maar ze vonden er geen geschikte ankerplaats. Daarom zeilden ze verder naar het grotere zuidelijker gelegen eiland. Daar was hun ontvangst minder vreedzaam. Inheemsen kwamen aan boord van hun schip en vielen de Nederlanders aan, totdat ze ontdekten wat musketten konden uitrichten. Daarna ontstond er een ongemakkelijke wapenstilstand, waardoor er meer kokosnoten, ube-wortels (waarschijnlijk ʻufi (yam)), varkens en water werden geruild. Een leider van het eiland kwam langs, maar ging niet aan boord. De volgende dag voelden de Nederlanders dat er iets in de lucht hing, en inderdaad, toen de leider weer langskwam beval hij plotseling zijn mensen tot een aanval. Er waren ongeveer 700 tot 800 man in 23 dubbele kano's en 45 enkele kano's. Maar de Nederlanders vuurden hun musketten en drie kanonnen af, en de eilandbewoners maakten zich snel uit de voeten. Schouten en Le Maire noemden het eiland daarom Verraders Eiland, en gingen verder met hun reis.
Op 13 augustus 1767 deed Samuel Wallis Niuatoputapu aan en noemde het Keppels Eiland, naar admiraal Augustus Keppel, 1ste burggraaf Keppel.
In 2009 werd het eiland getroffen door een tsunami als gevolg van een aardbeving bij de Samoa-eilanden.